# Kane Richmond
Pour les articles homonymes, voir Richmond.
Kane Richmond, né Frederick William Bowditch le 23 décembre 1906 à Minneapolis (États-Unis) et mort le 22 mars 1973 à Corona del Mar (États-Unis), est un acteur de cinéma américain des années 1930 et 1940, apparaissant principalement dans des « cliffhangers » et des feuilletons. Il est surtout connu aujourd'hui pour son interprétation du personnage de Lamont Cranston dans les films The Shadow en plus de son rôle principal dans les séries à succès Spy Smasher et Brick Bradford.

## Biographie
Richmond naît à Minneapolis, au Minnesota, fils de Pearlie Watkins Bowditch et de Mary Elizabeth (Waters) Bowditch. Il a une sœur, Marie, et un frère, Russell. Il fréquente le St. Thomas College et l'université du Minnesota, jouant au football dans les deux écoles. Il déménage à Hollywood à la fin des années 1920 pour poursuivre une carrière d'acteur.
Avant de devenir acteur, Richmond — alors connu sous le nom de Fred Bowditch) — est vendeur de films.
Il obtient ses premiers rôles au cinéma en 1929, dans Song of Love, suivi de Their Own Desire, tous deux non crédités. En 1930, il reçoit deux autres rôles non crédités, puis décroche le rôle principal dans la série de films de boxe The Leather Pushers, une série de onze films qui s'est prolongée jusqu'en 1931. Richmond réalise lui-même toutes les scènes de combat de la série et subit par deux fois une fracture du nez ainsi qu'une fracture de la cheville.
De 1931 à 1939, Richmond est apparu dans cinquante films, dont beaucoup étaient des cliffhangers, des feuilletons et des films de série B.

## Vie privée
Kane Richmond épouse l'actrice Marion Burns (1907-1993) le 22 mai 1933 à Phoenix (Arizona), – officiellement en 1934 – qui a été sa partenaire dans le film d'aventures Remo, démon de la jungle (1934). Le couple donne naissance à deux filles et restera marié jusqu'à la mort de l'acteur en 1973.

## Filmographie

### Au cinéma
- 1929 : Trial Marriage : invité à la fête (non crédité)
- 1929 : Song of Love : patron de boîte de nuit
- 1929 : Désirs (Their Own Desire) : homme au complexe hôtelier (non crédité)
- 1930 : Au large de Shanghaï (The Ship from Shanghaï) : patron de boîte de nuit à Shanghai (non crédité)
- 1930 : For the Defense : jeune home au "Speakeasy" (non crédité)
- 1930 : Bonnes Nouvelles (Good News) : étudiant (non crédité)
- 1930 : The Leather Pushers : Kane Halliday alias Kid Roberts
- 1931 : Strangers May Kiss : premier admirateur (non crédité)
- 1931 : Stepping Out : Hal Rogers
- 1931 : Élection orageuse (Politics) : Nifty Morgan
- 1931 : Cavalier of the West : lieutenant Wilbur Allister
- 1931 : West of Broadway : Reggie (non crédité)
- 1932 : Le Bel Étudiant (Huddle) : Tom Stone
- 1933 : Let's Fall in Love : Ray (non crédité)
- 1934 : Cœur de tzigane (Caravan) : jeune officier à la brasserie en plein air (non crédité)
- 1934 : La Soirée de Miss Stanhope (Coming Out Party) de John G. Blystone (non crédité)
- 1934 : Private Scandal : fêtard, Buddy (non crédité)
- 1934 : The Age of Innocence : Dallas Archer (non crédité)
- 1934 : Death on the Diamond : homme dans la fille d'attente (non crédité)
- 1934 : Souvent femme varie (Forsaking All Others) : invité à la fête (non crédité)
- 1934 : Remo, démon de la jungle (Devil Tiger) : Robert 'Bob' Eller
- 1934 : Voice in the Night : Jack
- 1934 : Un drame à Hollywood (The Crime of Helen Stanley) : Lee Davis
- 1934 : I Can't Escape : Bob, étudiant, au club
- 1935 : The Lost City (serial) : Bruce Gordon
- 1935 : Circus Shadows : Dale Wentworth
- 1935 : The Adventures of Rex and Rinty (serial) : Frank Bradley
- 1935 : Confidential : J.W. 'Jack' Keaton, Jr.
- 1935 : The Silent Code : NWMP Cpl. Jerry Hale
- 1935 : Forced Landing : Jimmy Stafford
- 1935 : Thunderbolt : Jack Hall
- 1936 : The Reckless Way (en) de Bernard B. Ray : Jim Morgan
- 1936 : Le Médecin de campagne (The Country Doctor) : Logger Paying Doctor (non crédité)
- 1936 : Une certaine jeune fille (Private Number) : Joe
- 1936 : Un poing… c'est tout ! (Born to Fight) : Tom 'Bomber' Brown / Tom Hayes
- 1936 : Racing Blood (en) de Victor Halperin : Clay Harrison
- 1936 : With Love and Kisses : Don Gray
- 1936 : Headline Crasher : Larry Deering
- 1936 : Robin Hood, Jr.
- 1937 : The Devil Diamond : Jerry Carter
- 1937 : Nancy Steele a disparu (Nancy Steele Is Missing!) de George Marshall : Chauffeur de Tom Steel
- 1937 : Headline Crasher : Lawrence Deering
- 1937 : Tough to Handle : Joe MacIntyre
- 1937 : Anything for a Thrill : Cliff Mallory
- 1937 : Young Dynamite (en) de Leslie Goodwins : Tom Marlin
- 1938 : Flash Gordon's Trip to Mars (serial) : Pilot Captain
- 1938 : Lettre d'introduction (Letter of Introduction) : piéton qui répète « Money in the Bank » (non crédité)
- 1938 : Je suis la loi (I Am the Law) d'Alexander Hall : étudiant en droit (non crédité)
- 1938 : Nanette a trois amours (Three Loves Has Nancy) : ami de Jack (non crédité)
- 1938 : Des hommes sont nés (Boys Town) : journaliste au Jackson Newspaper (non crédité)
- 1938 : Ah ! ces vedettes ! (The Affairs of Annabel) : détective (non crédité)
- 1938 : Juvenile Court : Bradley (non crédité)
- 1938 : Petite Miss Casse-Cou (The Little Adventuress) : Jack Smith (non crédité)
- 1939 : Descente en vrille (Tail Spin) : lieutenant Dick 'Tex' Price
- 1939 : Winner Take All (en) : Paulie Mitchell
- 1939 : Le Retour de Cisco Kid (The Return of the Cisco Kid) de Herbert I. Leeds : Alan Davis
- 1939 : Charlie Chan à Reno (Charlie Chan in Reno) : Curtis Whitman
- 1939 : Chicken Wagon Family : Matt Hibbard
- 1939 : The Escape : Eddie Farrell
- 1939 : 20,000 Men a Year : Al Williams
- 1940 : Charlie Chan au Panama (Charlie Chan in Panama) : Richard Cabot
- 1940 : Poings de fer, cœur d'or (Sailor's Lady) : lieutenant Wood
- 1940 : Knute Rockne, All American : Elmer Laydon One of The Four Horsemn
- 1940 : Murder Over New York : Ralph Percy
- 1941 : Play Girl : Don Shawhan
- 1941 : Double Cross (en) d'Albert H. Kelley : Jim Murray
- 1941 : Mountain Moonlight : Paul Conrad
- 1941 : Riders of the Purple Sage : Adam Dyer
- 1941 : Quel pétard ! (Great Guns) : capitaine Baker
- 1941 : Hard Guy (en) d'Elmer Clifton : Steve Randall
- 1942 : L'Impossible Sergent Doan (The Bugle Sounds) : capitaine (non crédité)
- 1942 : A Gentleman at Heart : Steve Detective
- 1942 : Spy Smasher (serial) : Alan Armstrong / Spy Smasher / Jack Armstrong
- 1943 : Convoi vers la Russie (Action in the North Atlantic) : Ensign Wright (non crédité)
- 1943 : There's Something About a Soldier : sergent Cummings (non crédité)
- 1943 : Three Russian Girls : Sergei
- 1944 : Escadrille de femmes (Ladies Courageous) : Alex Anderson
- 1944 : Bermuda Mystery : Frank Martin
- 1944 : Roger Touhy, Gangster : Mason
- 1944 : Haunted Harbor (en) de Spencer Gordon Bennet et Wallace Grissell (serial) : Jim Marsden
- 1945 : Brenda Starr, Reporter (en) de Wallace Fox (serial) : lieutenant Larry Farrell
- 1945 : Jungle Raiders (serial) : Bob Moore
- 1945 : The Tiger Woman (en) : Jerry Devery
- 1945 : Les Enfants du marché noir (Black Market Babies) : Eddie Condon
- 1946 : The Shadow Returns : Lamont Cranston
- 1946 : Passkey to Danger : Tex Hanlon
- 1946 : Behind the Mask : The Shadow / Lamont Cranston
- 1946 : Don't Gamble with Strangers : Mike Samo
- 1946 : Traffic in Crime : Sam Wire
- 1946 : The Missing Lady : Lamont Cranston [The Shadow]
- 1947 : Le Gagnant du Kentucky (Black Gold) de Phil Karlson : Stanley Lowell
- 1947 : Les Aventures de Brick Bradford (en) (Brick Bradford (serial) de Spencer Bennet et Thomas Carr : Brick Bradford
- 1948 : Stage Struck : Nick Mantee (dernier rôle)